# Turkije op de Olympische Winterspelen 1984
Tijdens de Olympische Winterspelen van 1984, die in Sarajevo (Joegoslavië) werden gehouden, nam Turkije voor de achtste keer deel.

## Deelnemers en resultaten

### Alpineskiën
| Olympiër               | Discipline       | Resultaat | Prestatie                          |
| ---------------------- | ---------------- | --------- | ---------------------------------- |
| Yakup Kadri Birinci    | reuzenslalom (m) | 53e       | 3.24,63 (+43,45) 1.42,39+1.42,24   |
| Yakup Kadri Birinci    | slalom (m)       | 27e       | 2.13,86 (+34,45) 1.07,53+1.06,33   |
| Sabahattin Hamamcıoğlu | reuzenslalom (m) | 61e       | 3.33,58 (+52,40) 1.44,84+1.48,74   |
| Sabahattin Hamamcıoğlu | slalom (m)       | 37e       | 2.23,35 (+43,94) 1.14,56+1.08,79   |
| Ali Fuad Haşıl         | reuzenslalom (m) | 60e       | 3.31,84 (+50,66) 1.44,76+1.47,08   |
| Ali Fuad Haşıl         | slalom (m)       | 32e       | 2.17,58 (+38,17) 1.09,65+1.07,93   |
| Erkan Mermut           | reuzenslalom (m) | 63e       | 3.41,93 (+1.00,75) 1.48,58+1.53,35 |
| Erkan Mermut           | slalom (m)       | 34e       | 2.19,02 (+39,61) 1.09,29+1.09,73   |

### Langlaufen
| Olympiër        | Discipline | Resultaat | Prestatie          |
| --------------- | ---------- | --------- | ------------------ |
| Nihattin Koca   | 15 km (m)  | 71e       | 51.58,7 (+10.33,1) |
| Erhan Dursun    | 15 km (m)  | 75e       | 53.40,3 (+12.14,7) |
| Muzaffer Selçuk | 15 km (m)  | dnf       | opgave             |

Andorra · Argentinië · Australië · België · Bolivia · Bondsrepubliek Duitsland · Britse Maagdeneilanden · Bulgarije · Canada · Chili · China · Chinees Taipei · Costa Rica · Cyprus · Duitse Democratische Republiek · Egypte · Finland · Frankrijk · Griekenland · Groot-Brittannië · Hongarije · IJsland · Italië · Japan · Joegoslavië · Libanon · Liechtenstein · Marokko · Mexico · Monaco · Mongolië · Nederland · Nieuw-Zeeland · Noord-Korea · Noorwegen · Oostenrijk · Polen · Puerto Rico · Roemenië · San Marino · Senegal · Sovjet-Unie · Spanje · Tsjecho-Slowakije · Turkije · Verenigde Staten · Zuid-Korea · Zweden · Zwitserland